# Frédéric Chaplet
Pour les articles homonymes, voir Chaplet.
Frédéric Marie Chaplet (1859-1925), né et mort à Laval, est un scientifique et industriel français dans le domaine de l'électrométallurgie, des fours électriques à haute température et des matériaux réfractaires, du tissage de l'amiante et du calorifugeage. 
Il fonde en 1895 la Compagnie française de l'amiante du Cap qui opère une filature d'amiante à Rochefort-Andouillé, dans les locaux d'une usine de tissage de coton qu'il avait établie en 1884.
Il est co-inventeur du four à arc électrique 'Moissan et Chaplet' dont l'usage contribue explicitement à l'attribution du prix Nobel de chimie de 1906 à Henri Moissan. Il fonde la société La Néo-Métallurgie qui exploite commercialement les brevets de son four électrique pour produire des métaux réfractaires et des alliages innovants de 1896 à 1925.

## Biographie
Ancien élève du Lycée de Laval, Frédéric Chaplet reçoit une formation d’ingénieur à l’Institut industriel du Nord(École centrale de Lille). 

### Industriel
En 1884, Frédéric Chaplet et son cousin Jules Pivert achètent le moulin de la Fourmondière situé dans le hameau de Rochefort-Andouillé, près d'Andouillé sur la Mayenne. Ils y installent « une usine mécanique de tissage de chanvre-lin puis coton, qu’ils transforment en 1895 pour le tissage et la filature de l’amiante ».
Ils adaptent au traitement de la fibre d'amiante le matériel utilisé dans l'activité du coton (cardes, métier à filer) pour produire du fil d'amiante, matériau réfractaire aux propriétés physico-chimiques de résistance qui sont sources de multiples applications. Avec l'amiante, ils produisent des fils, tissus, cordes, cartons, bourrelets et matelas, utilisés notamment dans l'industrie et la marine pour leurs propriétés calorifuges et ignifuges. 

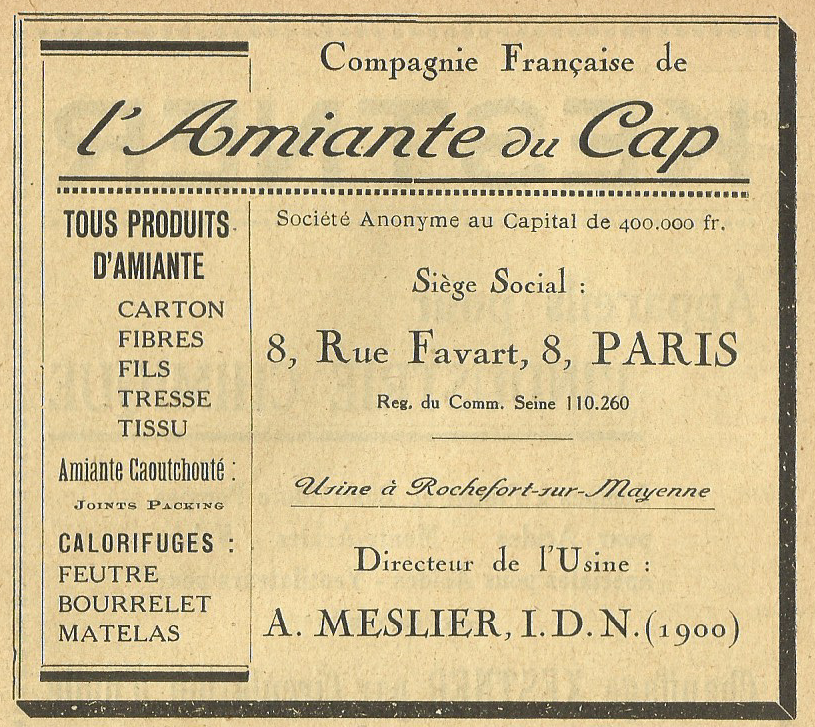
Publicité de la Compagnie française de l'amiante du Cap

Ils fondent ainsi au même endroit en 1895 la Compagnie française de l'amiante du Cap (Anciens établissements Allard & Cie, Chaplet fils & J. Pivert) avec le négociant importateur parisien G. Allard et la société anglaise Cape Asbestos Company Limited. L'objectif est de diffuser les produits fabriqués à l'usine de Rochefort, tirés du minerai d'amiante bleu d'Afrique du Sud (mines dans la partie nord-ouest de la province du Cap) extrait par la Cape Asbestos Company Limited. « Son siège social, avec ses bureaux et ses magasins, est installé à Paris (...) au 11, rue de la Cerisaie et ses bureaux du service technique à Laval au 2, rue d’Anvers. G. Allard est désigné président du Conseil d’administration et administrateur délégué à Paris et F. Chaplet administrateur directeur à Laval. » En 1912, le siège social de la Compagnie française de l'amiante du Cap est au 8, rue Favart à Paris ; elle a plus de 150 employés à Rochefort. Lorsque Frédéric Chaplet décède, Alphonse Meslier est directeur de l'usine de Rochefort.
En 1945, les actifs de la Compagnie française de l'amiante du Cap passent à la Société anonyme française du Ferodo, présidée par Jacques Vandier. Ferodo transfère l'activité de l'usine d'amiante de Rochefort à Condé-sur-Noireau en 1953.

### Électro-métallurgie
Frédéric Chaplet s'emploie à perfectionner les procédés de son installation industrielle. 
Chaplet est  « fondateur de l'industrie électro-métallurgique des métaux réfractaires et de leurs alliages pour le four électrique ». Il est correspondant de l'Académie de sciences.
Avec Henri Moissan, il met au point un perfectionnement du four à arc électrique, permettant d'atteindre de hautes températures, jusqu'à 3 500 °C. « Fours Moissan et Chaplet. — Ce four breveté par M. Chaplet le 9 août 1893 a été employé par M. Moissan pour ses travaux de laboratoire : Le four est constitué par 2 briques bien dressées de chaux vive ou de pierre de Courson appliquées l'une contre l'autre », l'arc électrique jaillissait dans la cavité en chaux. Grâce à ce four, Moissan isole plusieurs métaux et met au point la fabrication de plusieurs composés tels que les carbures ; il effectue la première identification du carbure de silicium (aussi appelé « moissanite » en son honneur) dans des météorites. C'est donc à Frédéric Chaplet que l'on doit la découverte par Moissan « du procédé de fabrication du carbure de calcium, premier produit issu de l'électrométallurgie. (...) c'est au cours d'une de ses expériences qu'il constata qu'à très haute température, le carbone des électrodes s'unissait au calcium des terres réfractaires (chaux vive) dont les parois du four étaient composées, pour former un carbure de calcium liquide, chauffé au rouge, et de composition mal définie. Complétant ses travaux, Moissan présenta en mars 1894 à l'Académie des Sciences du carbure de calcium pur et cristallisé, de formule CaC22 nettement définie. Il l'avait obtenu en soumettant à la haute température de l'arc électrique un mélange de charbon et de chaux vive. Il établit que l'action de l'eau sur le carbure de calcium permettait de synthétiser l'acétylène. » Moissan est lauréat du prix Nobel de chimie de 1906 « en reconnaissance des grands services qu'il a rendus dans sa recherche et l'isolation de l'élément [chimique] fluor, et pour l'adoption au service de la science du four électrique nommé d'après lui ».
« En 1895, les propriétaires construisent à la place du moulin de La Rochelle un bâtiment pour la conception et la fabrication de métaux réfractaires. »
En mars 1896, Chaplet et Pivert « constituent avec Henry Marbeau, un industriel, président de la Société le Ferro-Nickel et administrateur des Houillères de Rive-de-Gier, la société anonyme la Néo-Métallurgie au capital de 400 000 francs, destinée notamment à exploiter commercialement et industriellement les brevets déposés par Chaplet : four électrique continu, « nouveaux corps très durs », dont les brevets sont déposés en 1893, et nouveaux alliages de métaux considérés jusqu’alors comme réfractaires, déposés en 1895. » Chaplet devient aussi administrateur de la Société Le Ferro-Nickel.
À l’exposition universelle de 1900, la Néo-Métallurgie obtient la médaille d’or pour la mise au point de produits industriels nouveaux, dont Chaplet a déposé les brevets d'inventions.
Lors du décès de Chaplet en 1925, la société La Néo-Métallurgie, qui a 15 employés, arrête ses activités et ses actifs sont repris par la Compagnie française de l'amiante du Cap.

### Politique
Engagé dans la politique, il est conseiller d'arrondissement de Chailland, et président du conseil d'arrondissement. Républicain, il échoue aux élections du canton de Laval-Ouest en 1903 contre Raphaël Toutain. Il est décrit en 1903 par le préfet de la Mayenne comme ayant un fond radical avec des tendances socialistes. En 1906, il échoue à nouveau contre Henri de Monti de Rezé aux élections législatives de 1906.

## Brevets d'inventions

### Métallurgie
- Brevet GB 189315453 Manufacture or Production of Substances of Extreme Hardness. - Frédéric Chaplet 1893-08-14
- Brevet GB 190323861 An Improved Alloy  - La Néo-métallurgie 1902-11-06
- Brevet GB 190324924 An Improved Metallic Alloy or Compound .  - La Néo-métallurgie 1903-04-17
- Brevet FR 341639 Alliage ou composé ternaire métallique  - La Néo-métallurgie 1904-03-18
- Brevet GB 190503179 Improvements in and relating to Alloys.  - La Néo-métallurgie 1906-09-25
- Brevet FR 386442 Fabrication directe, au four électrique, du manganèse métallique fondu, affiné, faiblement carburé  - La Néo-métallurgie 1908-01-22
- Brevet GB 190828003 Improved Manufacture of Commercially Pure Carburetted Manganese.  - La Néo-métallurgie 1908-01-22
- Brevet FR 409844 Procédé électro-sidérurgique de fabrication, en une seule opération, du fer industriellement pur, en partant directement du minerai  - La Néo-métallurgie 1909-02-27
- Brevet FR 14828 Procédé électro-sidérurgique de fabrication, en une seule opération, du fer industriellement pur, en partant directement du minerai  - La Néo-métallurgie 1909-02-27
- Brevet CH 50730 Procédé électro-métallurgique pour l'extraction directe du fer, industriellement pur de ses minerais  - La Néo-métallurgie 1910-02-11

### Dispositifs de four électrique
- Brevet GB 189315577 Improvements in Electric Furnaces.- Frédéric Chaplet 1893-08-16
- Brevet CH 8257 Nouveau four électrique - Frédéric Chaplet 1894-02-07
- Brevet FR 370005 Dispositif de four électrique  - La Néo-métallurgie Frédéric Chaplet 1906-09-25
- Brevet FR 17900 Dispositif de four électrique  - La Néo-métallurgie Frédéric Chaplet 1906-09-25
- Brevet CH 39785 Four électrique  - La Néo-métallurgie  Frédéric Chaplet 1907-02-25
- Brevet US 923018 Electrical furnace. - Frédéric Chaplet et Alexandre Rémond 1907-03-19

### Joints et isolement de conducteurs
- Brevet GB 189803642 Improvements in or relating to Mens for Stopping Leaks or Holes into Watertight Compartments or Chambers. - Frédéric Chaplet et Just Lucien Maurice 1898-02-14
- Brevet FR 336730 Mélange fibreux insubmersible et ininflammable  Cie française de l'amiante du Cap 1903-11-16
- Brevet FR 349905 Nouveau procédé pour l'isolement des fils et câbles électriques  Cie française de l'amiante du Cap 1904-05-10
- Brevet GB 190508991 An Improved Process for Insulating Electric Wires and Cables. Cie française de l'amiante du Cap 1904-05-10
- Brevet AT 24621 Verfahren und Vorrichtung zur Isolierung elektrischer Leitungsdrähte und Kabel.  Cie française de l'amiante du Cap 1904-08-03
- Brevet FR 351893 Joints pour tubes de vapeur, trous d'homme, etc. Cie française de l'amiante du Cap 1905-02-28
- Brevet CH 34031 Appareil pour l'isolement des fils et câbles électriques  Cie française de l'amiante du Cap 1905-04-29
- Brevet US 861950 Process or the insulation of electrical wires and cables. Cie française de l'amiante du Cap  - Frédéric Chaplet 1905-05-04
- Brevet FR 377389 Procédé de conservation des œufs  - Frédéric Chaplet 1906-07-09
- Brevet FR 418721 Câble électrique ininflammable à conducteurs multiples isolés. Cie française de l'amiante du Cap 1909-10-06

### Accumulateurs
- Brevet GB 190104429  Improvements in or relating to Electric Storage Batteries or Accumulators.- Frédéric Chaplet  1901-03-01
- Brevet FR 337133 Nouveau dispositif d'accumulateur du type Faure à oxyde de plomb  Cie française de l'amiante du Cap 1903-11-27
- Brevet CH 32835 Accumulateur électrique  Cie française de l'amiante du Cap 1904-11-24

### Mécanique
- Brevet CH 4065 Compensateur proportionnel de vitesse.- Albert Malliary, Gabriel Malliary, Frédéric Chaplet 1891-10-05
- Brevet GB 189705802 Improvements in Differential Motion-transmitting Gear. - Comte Albert de Dion, Georges Bouton, Frédéric Chaplet 1897-03-04
- Brevet CH 14021 Mécanisme différentiel de transmission de mouvement - Comte Albert de Dion, Georges Bouton, Frédéric Chaplet 1897-03-04
- Brevet DK 1676 Apparat til Overförelse af Differentialbevägelse -  Georges Bouton, Frédéric Chaplet, Comte Albert de Dion 1898-07-04
- Brevet FR 325736 Transmission de force à mouvement différentiel - Frédéric Chaplet 1902-10-28
- Brevet FR 348617 Aéroplane - Frédéric Chaplet, Max Johannet, André Fauchon-Villeplée,  1904-02-15
- Brevet FR 378792 Procédé pour utiliser la pression atmosphérique en vue d'une propulsion horizontale, verticale ou oblique dans l'air ou dans l'eau  - Frédéric Chaplet 1906-08-21
- Brevet FR 402269 Dispositif permettant d'utiliser la pression atmosphérique pour le soulèvement de poids ou la propulsion d'appareils de locomotion  - Frédéric Chaplet 1908-08-24
- Brevet FR 540325 Procédé permettant d'obtenir une puissance hydraulique constante pendant toute la durée d'une marée - Frédéric Chaplet 1921-01-04